# Petja Grafenauer
Petja Grafenauer (1976, Ljubljana) je umetnostna zgodovinarka, kuratorica sodobne umetnosti, likovna kritičarka, urednica in publicistka ter docentka na Akademiji za likovno umetnost in oblikovanje v Ljubljani.
Diplomirala je iz umetnostne zgodovine (2003) pri prof. dr. Levu Menašeju z diplomo Futuristična slikovna poezija pri Italijanih, Rusih in Slovencih in študirala tudi primerjalno književnost z literarno teorijo (2001-2005, B-diploma: Problem imagologije Slovencev v delih Josepha Rotha. prof. dr. Tone Smolej) na Filozofski fakulteti v Ljubljani. Doktorirala je iz Zgodovinske antropologije likovnega pri prof. dr. Juretu Mikužu na ISH – Fakulteti za podiplomski humanistični študij v Ljubljani z disertacijo Vzporedna slikarska linija : slovensko slikarstvo razširjenega statusa vizualnega 1926-2009.
Leta 2001 je začela sodelovati z Redakcijo za kulturo in humanistične vede na Radiu Študent.  Leta 2002 je z Martino Vovk in Maro Vujić zasnovala oddajo Art-area, ki se je ukvarjala s sodobno vizualno umetnostjo. Pozneje, leta 2006 je na Radiu Študent tudi vodila Redakcijo za kulturo in humanistične vede.
Od leta 2005 predava zgodovino sodobne umetnosti na Visoki šoli za umetnost Univerze v Novi Gorici, v študijskih letih 2014/2015 v okviru projekta Patterns Lectures. Bila je mentorica diplom umetnic Valérie Wolf Gang, Urše Bonelli Potokar, Pile Rusjan.
Med leti 2006 – 2013 je redno sodelovala s šolo za kustose in kritike sodobne umetnosti Svet umetnosti pri SCCA Ljubljana. Med leti 2007 in 2009 je bila kuratorica Galerije Ganes Pratt.
Od leta 2009 je urednica revije Likovne besede.
Med 2012-2014 je predsednica komisije za promocijo in mednarodno sodelovanje pri Ministrstvu za kulturo RS in predsednica komisije za likovne umetnosti pri Mestni občini Ljubljana.
Med 2007-2012 in od 2014 je samozaposlena v kulturi. Leta 2013 je bila kot kustosinja zaposlena v javnem zavodu MGML v Ljubljani. Grafenauerjeva je docentka na ALUO v Ljubljani.

## Kuratorski projekti
- Made in China (2013 -, z Viktorjem Bernikom (avtor projekta), Vasjo Cenčičem, Žigo Karižem in Jaro Vogrič)
- Grafični bienale, z vami vse od 1955 (30. grafični bienale, Galerija Cankarjevega doma, Ljubljana, 2013)
- 16. Slovenska kiparska razstava (Mestna hiša, Ljubljana, 2012)
- Šestindvajset milijonov minut kasneje, Nove tendence, iz zbirke MSU Zagreb (UGM, Maribor, 2010, z Vasjo Cenčičem)
- Hočemo biti svobodni kot so bili očetje (MGLC, Ljubljana, 2010, z Božidarjem Zrinskim)
- 6 opic, 300 kuvert in 1 ljubezen: Nepopolno kot vedno (28. grafični bienale, Galerija Ganes Pratt, Ljubljana, 2009)
- Stereo razstava / Stereo izložba (Mestna galerija, Nova Gorica, 2010, z Vanjo Žanko)
- Navzdol po zajčji luknji (Galerija Ganes Pratt, Ljubljana, 2008 in Likovni salon, Celje, 2008, z Nadjo Gnamuš)
- V. Break 21 (Metelkova 6, Ljubljana, 2001, z Jadranko Ljubičič)

1. 1 2 3  The Fine Art Archive
2. ↑  »doc. dr. Petja Grafenauer«. Akademija za likovno umetnost in oblikovanje v Ljubljani. UL ALUO. 13. februar 2024. Pridobljeno 13. februarja 2024.
3. ↑  »Vizualka (Arhiv Spletne strani Radia Študent Ljubljana 89,3 MHz)«. Radio Študent. tomazza. 9. maj 2012. Pridobljeno 13. februarja 2024.